# 菅生村 (東京府)
菅生村（すがおむら）は東京府の西部、西多摩郡に属していた村。

## 地理
現在のあきる野市の北東部、旧秋川市の北部に位置する。
- 河川：平井川、鯉川

## 歴史

### 沿革
- 1889年（明治22年）4月1日 - 町村制施行により、菅生村が単独で村制施行し神奈川県西多摩郡菅生村が成立する。
- 1893年（明治26年）4月1日 - 西多摩郡が南多摩郡、北多摩郡とともに東京府へ編入する。
- 1921年（大正10年）4月1日 - 菅生村は草花村、瀬戸岡村、原小宮村とともに合併し多西村が発足。菅生村は消滅。
- 1943年（昭和18年）7月1日 - 東京都制施行。
- 1955年（昭和30年）4月1日 - 多西村は東秋留村、西秋留村とともに合併し秋多町が発足。多西村は消滅。

変遷表
| 1868年 以前 | 1868年 以前 | 明治22年 4月1日 | 大正10年 4月1日 | 昭和30年 4月1日 | 昭和47年 5月5日   | 平成7年 9月1日 | 現在       |
| ----------- | ----------- | --------------- | --------------- | --------------- | ----------------- | -------------- | ---------- |
|             | 菅生村      | 菅生村          | 多西村          | 秋多町          | 秋川市に 市制改称 | あきる野市     | あきる野市 |